# 630 Euphemia
630 Euphemia este un asteroid din centura principală, descoperit pe 7 martie 1907, de August Kopff.